# Тракторная-Пассажирская
Тракторная Пассажирская — конечная остановка городских электропоездов, названа в честь Тракторного завода. Рядом со станцией находится конечная станция Волгоградского скоростного трамвая. На станции имеется вокзал, вход в который для пассажиров после реконструкции был закрыт. Имеется окошко билетной кассы со стороны пассажирских платформ. Ежедневно станция принимает и отправляет около 5 пар электропоездов до станций: Южная, Канальная, Котельниково. Станция имеет 2 пути с 2 платформами.

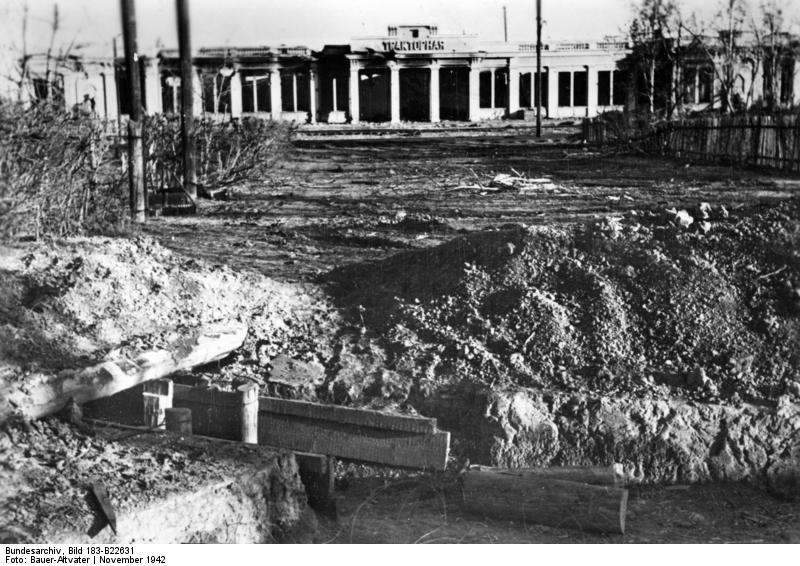
Руины станции во время Сталинградской битвы. Ноябрь 1942 года

| № поезда  | Маршрут движения                        | № поезда  | Маршрут движения                         |
| --------- | --------------------------------------- | --------- | ---------------------------------------- |
| 6201      | Тракторная-Пассажирская — Канальная     | —         | —                                        |
| 6301      | Тракторная — Южная                      | 6306      | Южная — Тракторная-Пассажирская          |
| 6310/6309 | Тракторная — Южная                      | 6310/6309 | Южная — Тракторная                       |
| 6312/6311 | Тракторная-Пассажирская — Шпалопропитка | 6312/6311 | Шпалопропитка — Тракторная-Пассажирская  |
| —         | —                                       | 6326/6325 | Шпалопропитка' — Тракторная-Пассажирская |
| —         | —                                       | 6418/6417 | Шпалопропитка — Тракторная-Пассажирская  |
| —         | —                                       | 6316/6315 | Южная — Тракторная-Пассажирская          |